# فرقة المتطوعين إس إس بانزرجرينادير نوردلاند
فرقة المتطوعين إس إس بانزرجرينادير نوردلاند ( (بالألمانية: 11. SS-Freiwilligen Panzergrenadier-Division "Nordland")‏ SS-Freiwilligen Panzergrenadier-Division "Nordland") فرقة فافن إس إس من المتطوعين والمجندين الأجانب. اشتركت كجزء من مجموعة الجيوش الشمالية، في دولة كرواتيا المستقلة وعلى الجبهة الشرقية خلال الحرب العالمية الثانية.

## التشكيل
في فبراير من عام 1943، أمر هتلر بإنشاء تشكيل من قوات الأمن الخاصة يديره متطوعون أجانب. في مارس 1943، تم فصل SS-Panzergrenadier-Regiment Nordland، وهو فوج من المتطوعيين الإسكندنافيين، عن تشكيل بانزر فيكينج إس إس لاستخدامه كنواة لتشكيل الجديد.  كما تم منح فوجين من بانزرجرنادير في نوردلاند ألقاب تشير إلى الموقع الذي ينتمي إليه غالبية مجندي الفوج، فوج SS-Panzergrenadier 23 Norge (النرويج) وفوج SS-Panzergrenadier 24 Danmark (الدنمارك). وكان لكلا الفوجين رجال إضافيين من مجندين من المجر. 
بعد تشكيله في ألمانيا، تم ضم الفرقة إلى فيلق إس إس بانزر III (الجرماني) تحت قيادة أوبر غروبن فوهرر فيليكس شتاينر وتم نقله إلى كرواتيا، حيث تم ربط فيلق المتطوعون الهولنديون به. بدأت الفرقة عمليات قتالية ضد الثوار اليوغوسلاف في سبتمبر 1943. 

## معركة برلين
في 16 أبريل، أمرت الفرقة بالدفاع عن برلين. على الرغم من التجديد الأخير، ما زال التشكيل ضعيفًا في الفترة من 17 إلى 20 أبريل، انخرطت الفرقة في القتال على طول الجبهة ثم تراجعت إلى المدينة. في 24 أبريل، كان الهجوم الرئيسي للجيش السوفيتي باتجاه منطقة تريبتو بارك، التي كانت تدافع عنها بقية الكتيبة الرائدة ودبابات النمر المتبقية لكتيبة بانزر. قاد أوبرستورمبانفورر Kausch عدد قليل من الدبابات والعربات المدرعة في هجوم مضاد ونجح في وقف تقدم العدو مؤقتًا. ومع ذلك، بحلول منتصف النهار، تمكن جيش الصدمة الخامس من التقدم مرة أخرى.  تم إيقاف هجوم مضاد لاحق من قبل ثلاثة مدافع هجومية من قبل جندي سوفييتي بثلاثة بانزر فاوست ألمانية تم الإستيلاء عليها سابقا. 

## القادة
- أس. بريجديفهر فرانز أوغسبيرغر (22 مارس 1943 - 1 مايو 1943)
- س. غروبنفهر فريتز فون شولز (1 مايو 1943 - 27 يوليو 1944)
- س. بريجديفهر يواكيم زيغلر (27 يوليو 1944 - 25 أبريل 1945)
- س. بريجديفر جوستاف كروكينبرج (25 أبريل 1945 - 8 مايو 1945)

### اقتباسات
1. ↑  Littlejohn (1987) p. 52.
2. 1 2  Littlejohn (1987) p. 54.
3. ↑  Beevor (2002) p. 297.
4. ↑  Beevor (2002) p. 301.